# Taxa de juro efetiva
Taxa de juro efetiva é a taxa de juros expressa em um período igual ao da formação e incorporação de juros ao capital.
A taxa efetiva difere da taxa nominal porque essa usa um prazo de referência diferente do prazo de capitalização.
A taxa efetiva poderá ser definida como taxa equivalente, desde que, pelo menos uma seja referida ao período de capitalização efetivamente praticado, assim a taxa efetiva anual, num processo de capitalização dos juros, referente aos períodos de tempo em que o tempo global (ano) foi subdividido (mensal, trimestral, semestral, etc.), para efeito de cálculo dos juros. Ao fim de cada período de tempo o capital aplicado vence juros. Quando o capital é cedido (aplicado) podem ser negociados basicamente duas formas de liquidação dos juros vincendos:
- capitalização em regime de juros simples;
- capitalização em regime de juros compostos.

## Aplicações e cálculos

### Custo real efetivo
A taxa efetiva, em relação ao mercado financeiro, é a base para do custo real efetivo das operações financeiras.
A taxa efetiva tem uso na fórmula do montante, bem como no desconto racional, conforme abaixo.
{\displaystyle M=C(1+i)^{n}} e {\displaystyle A={\frac {N}{(1+ni)}}}

### Diferença entre taxa nominal e efetiva
No mercado financeiro comumente é apresentada uma taxa de valor nominal, isto é, uma taxa aplicada à fórmula de cálculo diferente da fórmula tradicional de formação de capital para o Custo real efetivo, tópico anterior.
Exemplo
Uma operação de desconto de um título de $1.000,00, no qual a instituição financeira cobra uma taxa de 5% a.m., antecipando o título em 4 meses, conforme o desconto comercial simples, o valor descontado será de $200,00 e o valor recebido de $800,00.
A taxa de 5% a.m., informada pela instituição, é uma taxa nominal, sendo o seu valor efetivo de 6,25% a.m., conforme demonstra o cálculo abaixo, a partir da fórmula de desconto racional:
{\displaystyle 800={\frac {1.000}{1+4i}}{\text{ ; i }}={\frac {{\frac {1.000}{800}}-1}{4}}{\text{ ; i }}=0,0625{\text{ ou 6,25}}\%}

### Taxa efetiva dado um tempo maior
Aplica-se a fórmula abaixo nos casos em que se busca a taxa efetiva a partir do tempo maior, tempo dado, para o menor, tempo procurado. Exemplo: de mês para dias, de ano para semestre, de bimestre para mês, etc.
{\displaystyle I\ =\ \left(1+{\frac {i}{n}}\right)^{n}-1}
Onde:
- {\displaystyle I}: taxa efetiva procurada;
- {\displaystyle i}: taxa nominal;
- {\displaystyle n}: razão entre a quantidade do tempo menor em relação ao maior ({\displaystyle {\frac {t}{T}}}), ou seja, o número de vezes que o tempo menor cabe no maior.

Exemplo
Um banco oferece aos seus investidores opção de aplicação com taxa de rendimento de 24% ao ano, com capitalização mensal. Qual a taxa efetiva dessa aplicação?
```
  

  

    

      

        

          

            

              

                
I

              

              

                
 

                
=

                
 

                

                  

                    
(

                    

                      
1

                      
+

                      

                        

                          

                            
0

                            
,

                            
24

                          

                          
12

                        

                      

                    

                    
)

                  

                  

                    
12

                  

                

                
−

                
1

              

            

            

              

              

                
 

                
=

                
 

                
(

                
1

                
+

                
0

                
,

                
02

                

                  
)

                  

                    
12

                  

                

                
−

                
1

              

            

            

              

              

                
 

                
≈

                
 

                
1

                
,

                
26824

                
−

                
1

              

            

            

              

              

                
 

                
≈

                
 

                
0

                
,

                
26824

                

                  
 em percentual 26,824

                

              

            

          

        

      

    

    
{\displaystyle {\begin{aligned}I&\ =\ \left(1+{\frac {0,24}{12}}\right)^{12}-1\\&\ =\ (1+0,02)^{12}-1\\&\ \approx \ 1,26824-1\\&\ \approx \ 0,26824{\text{ em percentual 26,824}}\end{aligned}}}

  

```

A taxa nominal oferecida de 24% a.a (ao ano), capitalizada mensalmente ({\displaystyle {\frac {24}{12}}}), equivale efetivamente à taxa de 26,824% a.a.
Vale-se ressaltar que somente há proporção e equivalência entre taxas de juros no regime dos juros simples, onde 24% ao ano é proporcional e equivalente a uma capitalização 2% ao mês durante um ano.

### Taxa efetiva dado um tempo menor
Aplica-se a fórmula abaixo nos casos em que se busca a taxa efetiva dado um tempo menor em relação a um maior. Exemplo: de dias para mês, de semestre para ano, de mês para bimestre, etc.
{\displaystyle I\ =\ \left(1+i\right)^{n}-1}
Onde:
- {\displaystyle I}: taxa efetiva procurada;
- {\displaystyle i}: taxa nominal;
- {\displaystyle n}: razão entre a quantidade do tempo menor em relação ao maior ({\displaystyle {\frac {t}{T}}}), ou seja, o número de vezes que o tempo menor cabe no maior.

Exemplo
Uma taxa mensal de 20% equivale a qual taxa bimestral?
```
  

  

    

      

        

          

            

              

                
I

              

              

                
 

                
=

                
 

                

                  

                    
(

                    

                      
1

                      
+

                      
0

                      
,

                      
20

                    

                    
)

                  

                  

                    
2

                  

                

                
−

                
1

              

            

            

              

              

                
 

                
=

                
 

                
1

                
,

                

                  
2

                  

                    
2

                  

                

                
−

                
1

              

            

            

              

              

                
 

                
=

                
 

                
1

                
,

                
44

                
−

                
1

              

            

            

              

              

                
 

                
=

                
 

                
0

                
,

                
44

                
%

              

            

          

        

      

    

    
{\displaystyle {\begin{aligned}I&\ =\ \left(1+0,20\right)^{2}-1\\&\ =\ 1,2^{2}-1\\&\ =\ 1,44-1\\&\ =\ 0,44\%\end{aligned}}}

  

```

A taxa nominal de 20% ao mês é equivalente à 44% ao bimestre.